# Транзистор са ефектом поља
Транзистор са ефектом поља (FET) је транзистор који користи електрично поље како би контролисао облик и тиме електричну проводљивост канала транзистора једног типа носиоца наелектрисања у полупроводничком материјалу. Фетови су униполарни транзистори јер они подразумевају функционисање преко једног типа носиоца наелектрисања. Концепт ФЕТ-а је претеча биполарним транзисторима, иако је практично имплементиран након Биполарних транзистора због ограничења полупроводничких материјала и релативне једноставности производње Биполарних транзистора у односу на ФЕТ.

## Историја
Транзистор са ефектом поља је прво патентиран од стране Јулије Едгар Лилинфилда 1926. и Оскар Хајла 1934. године, али практични полупроводнички уређаји (ЈФЕТ) су произведени доста касније након што је ефекат транзистора посматран и описан од стране тима Вилијама Шоклија у Беловим лабораторијама 1947. године. MOSFET, који је увелико истиснуо ЈФЕТ и који је имао много значајнији ефекат на развој електронике, је измишљен од стране Давон Кахнга и Мартин Атале 1960. godine.

## Основни подаци
ФЕТови могу да буду уређаји за пренос већине наелектрисања, код којих се струја преноси махом преко већине ноциоца наелектрисања, или уређаји за пренос мало носиоца наелектрисања, код којих је струја производ протока носиоца мало наелектрисања. Уређај се састоји од активног канала кроз који носиоци наелектрисања, електрони или рупе, теку од сорца ка дрејну. Сорс и дрејн проводници су повезани на полупроводник преко омских контакта. Проводљивост канала је функција примењеног потенцијала између гејт и сорс терминала.
Три контакта ФЕТа су:
- Сорс (S), кроз кога носиоци наелектрисања улазе у канал. По конвенцији, струја која улази у S се означава са IS.
- Дрејн (D), кроз кога носиоци наелектрисања напуштају канал. По конвенцији, струја која напушта канал кроз D се означава са ID. Напон Дрејн-Сорс је VDS.
- Гејт (G), контакт који модулише проводљивост канала. Применом напона на G, може да се контролише ID.

## Више о контактима ФЕТа
Сви ФЕТови имају „сорс“, „дрејн“, и „гејт“ терминале који грубо одговарају „емитеру“, „колектору“, и „бази“ код биполарног транзистора. Већина ФЕТова има четврти контакт који се зове „тело“, „база“ или „супстрат“. Овај четврти контакт служи за балансирање транзистора у раду; реткост је направити не-тривијално коришћење четвртог контакта у дизајнирању електричних кола, али његово присуство је значајно када се разматра физички распоред интегрисаног електричног кола. Величина гејта, дужине L на слици, је размак између сорса и дрејна. Ширина је проширење транзистора, у смеру нормалном на пресек са слике. Типично је ширина много већа од дужине гејта. Дужина гејта од 1 µm ограничава горњу фреквенцију на око 5 GHz, а 0.2 µm на око 30 GHz.
Имена контаката се односе на њихову функцију. Гејт (капија) контакт може да се разматра као контрола затварања и отварања физичке капије. Ова капија дозвољава пролаз електронима или зауставља њихов пролаз стварајући или уклањајући пролаз између сорса и дрејна. Електрони теку од сорс контакта до дрејна уколико на гејт утиче напон. Тело ФЕТа једноставно означава главну целину полупроводника на коме се налазе гејт, сорс и дрејн. Уобичајено се терминал тела повезује на највећи или најмањи напон у колу, у зависности од врсте ФЕТа. Контакт тела и сорса су понекад заједно повезани јер је уобичајено сорс повезан на највећи или најмањи напон у колу, иако постоји неколико начина коришћења ФЕТова који не користе такву конфигурацију, као што се предајничке капије или каскодна кола.

## Рад ФЕТа
ФЕТ контролише проток електрона или електронских рупа од сорса до дрејна утичући на величину и облик „проводног канала“ кога ствара и на кога утиче напон (или мањак напона) који се налази између контаката гејта и сорса. (Ради једноставности, ово разматрање претпоставља да су тело и сорс повезани.) Овај проводни канал је „поток“ кроз кога електрони теку од сорса до дрејна.
У Н-каналном уређају типа „мод трошења“ негативан гејт-сорс напон изазива област трошења како би проширио и обухватио канал са страна, сужавајући га. Ако се област трошења прошири да потпуно обухвати канал, отпор канала од сорса до дрејна постаје велики, и ФЕТ се искључује као прекидач. Ове се зове „уштинуто гашење“ и напон на коме се то дешава се зове „напон уштинутог гашења“. Такође, позитиван гејт-сорс напон повећава величину канала и омогућава електронима да лакше пролазе.
У Н-каналном уређају типа „мод повећања“, проводни канал не постоји природно унутар транзистора, и позитивни гејт-сорс напон је неопходан како би се створио канал. Позитиван напон привлачи слободне шетајуће електроне у телу према гејту, формирајући проводни канал. Али прво, довољно електрона мора да буде привучено близу гејта како би се изједначило са допираним јонима додатих у тело ФЕТа; ово формира област без покретних преносиоца наелектрисања који се назива област потрошње, и напон на коме се ово дешава се назива као праг напона ФЕТа. Даље повећавање гејт-сорс напона ће привући још више електрона према гејту који могу да формирају проводни канал од сорса ка дрејну; овај процес се назива инверзија.
У П-каналном уређају типа „мод трошења“, позитиван напон од гејта према сорсу ствара слој трошења терајући позитивно наелектрисане рупе даље од гејт-изолатор/полупроводник интерфејса, остављајући отворену област без носиоца налектрисања негаативно наелектрисаним јонима.
За уређаје у моду трошења као и за уређаје у моду повећања, при напонима дрејн-сорс који су много мањи него гејт-сорс, промена напона гејта ће променити отпорност канала, и струја дрејна ће бити пропорционална дрејн напону (који има за референцу напон сорса). У овом моду ФЕТ ради као променљиви отпорник и каже се да ФЕТ ради у „линеарном режиму“ или „омском режиму“ рада.
Уколико се повећа дрејн-сорс напон, ово ствара значајну асиметричну промену у облику канала због нагиба потенцијала од сорса ка дрејну. Облик инверзног региона постаје „уштинут“ близу дрејн краја канала. Ако се дрејн-сорс напон још повећа, тачка уштинутог дела канала се помера од дрејна ка сорсу. За ФЕТ се тада каже да се налази у режиму сатурације; although some authors refer to it as active mode, for a better analogy with bipolar transistor operating regions.
 Режим сатурације, или режим између омског понашања и сатурације, се користи када је потребно појачање. Део између ова два режима се понекад сматра делом омског или линеарног режима, иако струја дрејна није приближно једнака напону дрејна.
Иако проводни канал који се ствара гејт-сорс напоном не повезује више сорс са дрејном у моду сатурације, носиоци наелектрисања нису заустављени и могу да теку. Разматрајући поново Н-канални уређај типа мод повећања, област трошења постоји у телу П-типа, окружујући проводни канал и дрејн сорс области. Електрони који сачињавају канал су слободни да изађу изван канала кроз област трошења уколико су привучени ка дрејну напоном дрејн-сорс. Област трошења је слободна од носиоца наелектрисања и има отпор сличан силицијуму. Било које повећавање дрејн-сорс напона ће повећати размак од дрејна до тачке уштинућа, повећавајући отпор области трошења пропорционално примењеном дрејн-сорс напону. Ова пропорционална промена изазива дрејн-сорс струју да остане релативно непромењена, независно од промена дрејн-сорс напона, поприлично супротно омском понашању у линеарном режиму рада. Зато у режиму сатурације, ФЕТ се понаша као извор константне струје уместо као отпорник, и може да се користи као појачавач напона. У овом случају, напон гејт-сорс одређује ниво константне струје кроз канал.

## Састав
ФЕТ може да се направи од различитих врста полупроводника, међу којима је најчешћи силицијум. Већина ФЕТова се прави стандардним техникама производње полупроводника, користећи вејфер монокристалног силицијума као активну област, или канал.
Међу необичним материјалима тела ФЕТа су аморфни силицијум, поликристални силицијум или други аморфни полупроводници у транзисторима танког филма или органским транзисторима са ефектом поља (ОФЕТ) који су базирани на органским полупроводницима; често су изолатори гејта ОФЕТ транзистора и електроде направљени такође од органских материјала. Такви ФЕТови се производе користећи различите материјале као што су силицијум карбид (SiC) , галијум арсенид (GaAs), галијум нитрид (GaN), и индијум галијум арсенид (InGaAs).
Јуна 2011. године, IBM је објавио да је успешно искористио графен базирани ФЕТ у интегрисаном колу. These transistors are capable of about 2.23 GHz cutoff frequency, much higher than standard silicon FETs.

## Врсте транзистора са ефектом поља
Канал ФЕТа је допиран како би настао Н или П тип полупроводника. Дрејн и сорс могу бити допирани супротним типом према каналу, у случају ФЕТова у моду трошења, или допирани сличним типом према каналу у ФЕТовима типа мод повећања. ФЕТ транзистори се такође разликују по типу изолације између канала и гејта.
У типове ФЕТова спадају:
- ЈФЕТ (спојни транзистор са ефектом поља) користи обрнуто поларисан п-н спој како би одвојио гејт од тела.
- МОСФЕТ (метал-оксид-полупроводнички транзистор са ефектом поља) користи изолатор (најчешће SiO2) између гејта и тела.
- ДГМОСФЕТ (МОСФЕТ са два гејта) је ФЕТ са два изолована гејта.
- ДЕПФЕТ је ФЕТ који се прави у потпуно испражњеном супстрату и понаша се као сензор, појачало и меморија у исто време. Може да се користи као сензор слике (фотона).
- ФРЕДФЕТ (брзо-обртни или брзо-повратни епитаксијално диодни ФЕТ) је специјална врста ФЕТа која омогућава веома брзо искључивање диоде тела.
- ХИГФЕТ (хетероструктурни изоловани гејт транзистор са ефектом поља) се данас користи најчешће у истраживањима.[12]
- МОДФЕТ (модулисано-допирани транзистор са ефектом поља) користи структуру квантни бунар која се прави постепеним допирањем активне области.
- ТФЕТ (транзистор са тунелским ефектом поља) је базиран на тунеловању од једног до другог опсега фреквенција.[13]
- ИГБТ (биполарни транзистор са изолованим-гејтом) је уређај за контролу снаге. Има структуру сличну МОСФЕТу са главним проводним каналом сличним биполанрим транзисторима. Често се користе за дрејн-сорс напоне 200–3000 V. Снажни МОСФЕТи су и даље уређаји који се препоручују за дрејн-сорс напоне од 1 до 200V.
- ХЕМТ (транзистор са великим кретањем електрона), назван ХФЕТ(хетероструктурно ФЕТ), може да се направи коришћењем полупороводничких материјала као што јеAlGaAs. Потпуно испражњен материјал прави изолацију између гејта и тела.
- ИСФЕТ (транзистор са ефектом поља осетљив на јоне) може да се користи при мерењу концентрације јона у раствору; када се концентрација јона мења(као у H+, погледати пХ електрода), струја кроз транзистор се такође мења.
- МЕСФЕТ (метал-полупроводнички транзистор са ефектом поља) мења п-н спој ЈФЕТа са Шотки спојем; и користи се у GaAs и другим III-V полупроводничким материјалима.
- НОМФЕТ је наночестични органско меморијски транзистор са ефектом поља.[14]
- ГНРФЕТ (графенски нанотрачни транзистор са ефектом поља) користи графенска нанотрака као свој канал.
- ВеСФЕТ (транзистор са ефектом поља са вертикалним процепом) је ФЕТ без споја квадратног облика са узаним процепом који повезује сорс и дрејн на супротним крајевима. Два гејта се налазе у друга два ћошка и контролишу струју кроз процеп.[15][16]
- ЦНТФЕТ (карбон наноцевни транзистор са ефектом поља).
- ОФЕТ (органски транзистор са ефектом поља) користи органски полупроводник за свој канал.
- ДНКФЕТ (ДНК транзистор са ефектом поља) је специјалан ФЕТ који се понаша као биосензор, користећи гејт који је направљен од ДНК молекула како би детектовао одговарајући ДНК низ.

## Предности ФЕТа
Главна предност ФЕТа је велика улазна отпорност, реда величине 100 MΩ или више. Због тога је он напонски контролисан уређај и има високу вредност изолације између улаза и излаза. ФЕТови најчешће производе струјни шум који је мањи од биполарних транзистора (БЈТ) и због тога се уграђује у уређаје који су осетљиви на шум као што су тјунери и појачала са малим шумом за ВХФ сателитске пријемнике. Релативно је отпоран на радијацију. Не приказује офсет напон када је струја дрејна једнака нули и због тога је погодан као секач сигнала. Често има бољу температурну стабилност од биполарног транзистора.

## Мане ФЕТа
Има релативно мали производ појачања и опсега фреквенција у поређењу са биполарним транзисторима. МОСФЕТ има ману да је веома осетљив на прекомерни напон, захтевајући посебну пажњу приликом уграђивања.

Крхки изолациони слој МОСФЕТа између гејта и канала је осетљив на електростатичко пражњење током руковања. Ово углавном не представља проблем након што се уређај угради у добро дизајнирано коло.

## Коришћење ФЕТова
Највише коришћени ФЕТ је МОСФЕТ. CMOS (комплементарни метал оксид полупроводник) процесна технологија је основа модерних дигиталних интегрисаних кола. Ова процесна технологија користи распоред где су (најчешће у моду повећања) П-канални МОСФЕТ и Н-канални МОСФЕТ повезани редно тако да када је један укључен, други је искључен.
У ФЕТу, електрони могу да путују у било ком смеру кроз канал када раде у линеарном моду. Именска конвенција дрејн и сорс контаката је произвољна, јер се углавном транзистори праве симетрично (не увек) од сорса ка дрејну. Ово чини ФЕТове погодним за прекидање аналогних сигнала између електричних путања (мултиплексирање). Помоћу овог концепта, могуће је нпр. направити пулт за миксовање помоћу транзистора.
Честа употреба ФЕТова је у улози појачавача. На пример, због велике улазне отпорности и мале излазне отпорности, ефективни су као бафер у конфигурацијама заједничког дрејна.
ИГБТ имају примену у укључивању калемова високог напона у моторима са унутрашњим сагоревањем, где су брзо укључивање и блокирање напона битне карактеристике.